# Rewan Refaei
Rewan Refaei –en árabe, روان رفاعي– (nacida el 1 de septiembre de 1996) es una deportista egipcia que compite en taekwondo. Ganó dos medallas en los Juegos Panafricanos en los años 2015 y 2019, y tres medallas en el Campeonato Africano de Taekwondo entre los años 2016 y 2021.

## Palmarés internacional
| Juegos Panafricanos | Juegos Panafricanos               | Juegos Panafricanos | Juegos Panafricanos |
| Año                 | Lugar                             | Medalla             | Categoría           |
| ------------------- | --------------------------------- | ------------------- | ------------------- |
| 2015                | Brazzaville (República del Congo) | Medalla de plata    | –62 kg              |
| 2019                | Rabat (Marruecos)                 | Medalla de plata    | –62 kg              |
| Campeonato Africano |                                   |                     |                     |
| Año                 | Lugar                             | Medalla             | Categoría           |
| 2016                | Puerto Saíd (Egipto)              | Medalla de bronce   | –62 kg              |
| 2018                | Agadir (Marruecos)                | Medalla de oro      | –62 kg              |
| 2021                | Dakar (Senegal)                   | Medalla de bronce   | –62 kg              |